# Willem Johannes Dominicus van Dijck (1850-1909)
Willem Johannes Dominicus van Dijck ('s-Gravenhage, 8 maart 1850 — Utrecht, 1 mei 1909) was een zoon van Anna Maria Pattijn en Willem Fredrik van Dijck. Zijn vader zou een buitenechtelijke zoon geweest zijn van koning Willem II.
Van Dijck was onderwijzer aan de Waalse Diakonieschool toen hij op op 15 oktober 1870 benoemd werd tot secretaris van de hofhouding van prins Willem Alexander. Hij hield zijn functie tot 1884, toen Willem Alexander overleed. Na het overlijden van de prins kreeg hij van Koning Willem III nog 6 maanden salaris en een royaal pensioen. Van Dijck werkte vervolgens nog enige jaren in overheidsdienst als hoofdcommies van financiën. Tussen 1885 en 1905  schreef hij diverse protestants-christelijke kinderboeken en romans, die vaak een historische inslag hadden.
In 1874 trouwde hij met Maartje Gabes, met wie hij acht kinderen kreeg. In 1897 trouwde hij opnieuw, met Jolanda Molenbroek, met wie hij één zoon kreeg. Deze zoon, Prof. Dr. Willem Johannes Dominicus van Dijck, was bijzonder hoogleraar aan de Technische Universiteit Delft en is op zijn beurt de vader van operasopraan Jeanette van Dijck. Een kleinzoon uit het eerste huwelijk, die ook Willem Johannes Dominicus van Dijck heette, was in zijn arbeidzame leven burgemeester; eerst van Piershil, Goudswaard en Nieuw-Beijerland (1950-1956) en later van Maassluis (1956-1973).

## Wij Alexander
In 1998 kwam van Dijck weer in het nieuws toen de dramaserie Wij Alexander op de televisie te zien was. De rol van van Dijck wordt gespeeld door René van Asten. De serie draait om een kistje dat hem door koningin Emma zou zijn toevertrouwd, met het verzoek dit 40 jaar te bewaren. Het kistje zou een verzameling papieren hebben bevat, onder meer van koningin Sophie. In de serie geeft een van van Dijck's zonen in 1924 het kistje zoals afgesproken aan koningin Wilhelmina terug, die er 1000 gulden voor over had.
Het verhaal is geschreven door Tomas Ross, die zich daarbij deels baseert op verklaringen van een kleinzoon van W.J.D. van Dijck.